# Ústí-Halbmarathon
Der Ústí-Halbmarathon (tschechisch Ústecký půlmaraton) ist ein Halbmarathon in Aussig (Ústí nad Labem) (Tschechien), der seit 2011 stattfindet und von der Laufagentur RunCzech organisiert wird. Zum Wettbewerb gehören auch Zweier- und Viererstaffeln sowie ein 3-km-Lauf ohne offizielle Zeitmessung.

## Strecke
Start und Ziel des Zwei-Runden-Kurses ist auf dem Friedensplatz (Mírové náměstí). Zunächst läuft man aus dem Zentrum in Richtung Westen und kehrt durch das Betriebsgelände der Spolchemie in die Innenstadt zurück. Danach überquert man die Elbe auf der Beneš-Brücke und läuft eine Schleife südwärts auf dem rechten Ufer des Flusses. Über die Beneš-Brücke kehrt man auf das linke Elbufer zurück und passiert die Mariahimmelfahrtkirche auf dem Weg zur zweiten Runde, die durch eine kleine Schleife in der Innenstadt ergänzt wird.

## Statistik

### Siegerliste
| Datum         | Männer                   | Nation      | Zeit    | Frauen                      | Nation                 | Zeit    |
| ------------- | ------------------------ | ----------- | ------- | --------------------------- | ---------------------- | ------- |
| 16. Sep. 2023 | Sebastian Hendel -2-     | Deutschland | 1:05:17 | Walerija Sinenko -2-        | Ukraine                | 1:13:43 |
| 17. Sep. 2022 | Sebastian Hendel         | Deutschland | 1:02:52 | Walerija Sinenko            | Ukraine                | 1:10:55 |
| 18. Sep. 2021 | Tom Gröschel             | Deutschland | 1:04:10 | Hana Homolková              | Tschechien             | 1:18:10 |
| 19. Sep. 2020 | Bohdan-Iwan Horodyskyj   | Ukraine     | 1:03:54 | Kristina Hendel             | Deutschland            | 1:13:29 |
| 21. Sep. 2019 | Hendrik Pfeiffer         | Deutschland | 1:03:17 | Jess Piasecki               | Vereinigtes Königreich | 1:11:34 |
| 15. Sep. 2018 | Stephen Kiprop           | Kenia       | 0 59:41 | Diana Kipyokei              | Kenia                  | 1:07:17 |
| 16. Sep. 2017 | Barselius Kipyego -2-    | Kenia       | 0 59:14 | Violah Jepchumba            | Kenia                  | 1:06:06 |
| 17. Sep. 2016 | Barselius Kipyego        | Kenia       | 0 59:15 | Peres Jepchirchir -2-       | Kenia                  | 1:07:24 |
| 12. Sep. 2015 | Merhawi Kesete           | Eritrea     | 1:00:58 | Peres Jepchirchir           | Kenia                  | 1:07:17 |
| 14. Sep. 2014 | Adugna Takele            | Äthiopien   | 1:00:45 | Correti Jepkoech            | Kenia                  | 1:09:35 |
| 15. Sep. 2013 | Philemon Kimeli Limo -2- | Kenia       | 1:00:38 | Josephine Jepkoech Jepkorir | Kenia                  | 1:09:08 |
| 16. Sep. 2012 | Henry Kiplagat           | Kenia       | 1:01:26 | Betelhem Moges              | Äthiopien              | 1:11:51 |
| 18. Sep. 2011 | Philemon Kimeli Limo     | Kenia       | 1:00:57 | Agnes Jepkemboi Kiprop      | Kenia                  | 1:09:12 |

### Entwicklung der Finisherzahlen
| Jahr | Gesamt | davon Frauen |
| ---- | ------ | ------------ |
| 2019 | 2351   | 717          |
| 2018 | 2318   | 690          |
| 2017 | 2096   | 632          |
| 2016 | 2236   | 648          |
| 2015 | 2138   |              |
| 2014 | 1832   | 453          |
| 2013 | 1899   | 463          |
| 2012 | 1551   | 359          |
| 2011 | 836    | 189          |